# Manfred Geyer
Manfred Geyer (* 23. Mai 1951 in Altenfeld) ist ein ehemaliger deutscher Biathlet und jetziger Trainer.
Er gewann mit der DDR-Staffel bei den Olympischen Spielen 1976 in Innsbruck zusammen mit Karl-Heinz Menz, Frank Ullrich und Manfred Beer die Bronzemedaille. Geyer war von 1976 bis 2003 Stützpunkttrainer der Damen in Oberhof, wo er unter anderem Kati Wilhelm, Katrin Apel und Andrea Henkel den Weg in die Weltspitze ebnete. Von 2004 bis 2010 war Geyer als Trainer der Schweizer Biathlon-Nationalmannschaft mitverantwortlich für die Entwicklung des Biathlonsports in der Schweiz. Sein Nachfolger wurde Steffen Hauswald. Während seiner Ägide verbesserten sich die Schweizer Männer in der Nationenwertung vom 19. auf den achten Platz. Vielfach konnten Top-Ten-Ergebnisse erreicht werden, mit Matthias Simmen und Thomas Frei erreichten zwei Athleten Podestplätze. Auch bei den Frauen konnte mit Selina Gasparin erstmals eine Biathletin an die erweiterte Weltspitze herangeführt werden. Seit Sommer 2010 betreut er die Biathleten Südkoreas.